# パラグアリ県

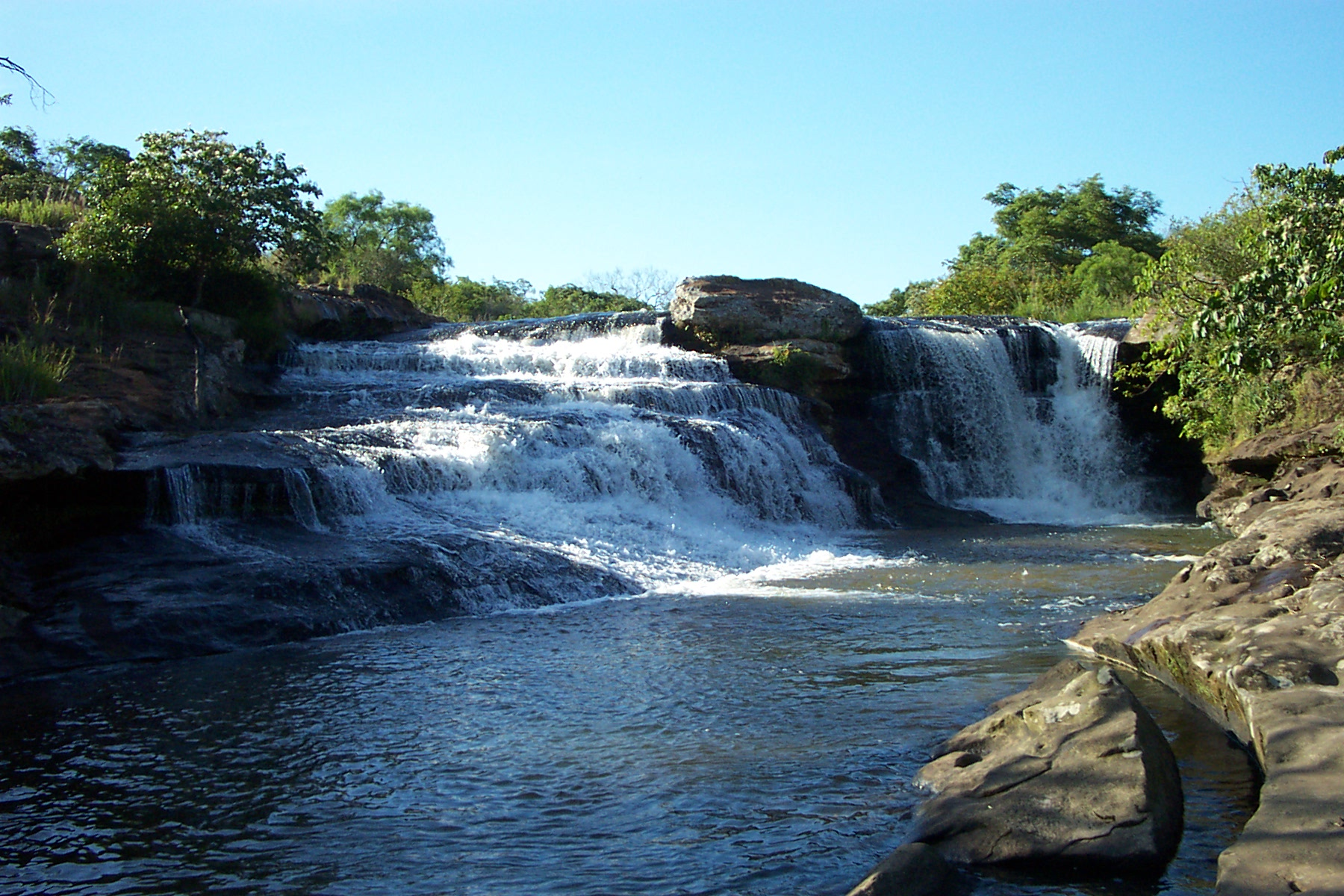
サルト・ピラレタ

パラグアリ県（パラグアリけん、スペイン語: Departamento de Paraguarí、スペイン語発音: [pa.ɾa.ɣwaˈɾi]；グアラニー語: Paraguari）は、パラグアイ南東部の県。
2016年の人口は25万3557人で、18県中8位。
県都はパラグアリ。

## 人口
- 2000年7月1日：23万5283人
- 2005年7月1日：24万687人
- 2010年7月1日：24万6086人
- 2016年7月1日：25万3557人

## 隣接県
- 北：コルディエラ県
- 北東：カアグアス県
- 東：グアイラ県
- 南東：カアサパ県
- 南：ミシオネス県
- 南西：ニェーンブク県
- 北西：中央県

## 主要都市
- パラグアリ（英語版）：9010人(県都)
- ラ・コルメナ：日系パラグアイ人は最初にパラグアイに移住した開拓村。

## 歴史
16世紀末、フランシスコ会が先住民のグアラニー人と共にヤグアロンを建設した。
1725年、カラペグアが建設された。
1733年、キインディが建設された。
1766年、イビクイが建設された。
1769年、ピラユが建設された。
1775年、パラグアリが建設された。
1776年、キキオが建設された。
1783年、イビティミとアカアイが建設された。
1787年、カアプクが建設された。
1854年、鉄道が開通した。
1870年に三国同盟戦争に敗北すると、セロ・レオン（スペイン語: Cerro León）やエスコバル、サプカイ、ヘネラル・ベルナルディーノ・カバジェロが建設された。
1945年、第10県からパラグアリ県に改名された。

## 気候
最高気温記録は39℃、最低気温記録は2℃、年間平均気温は21℃。

## 観光

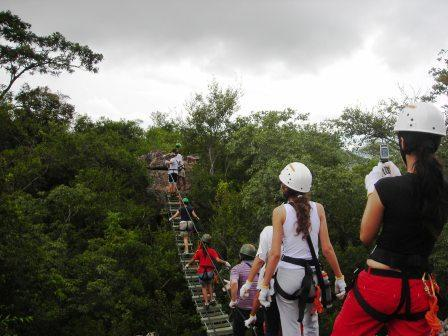
ムバトビ自然保護区

- ムバトビ自然保護区（英語版）

## 関連資料
- Geography of Paraguay - Editorial Hispanic Paraguay SRL-1a. Edition 1999 - Asuncion Paraguay
- Geography of Paraguay Illustrated - ISBN 99925-68-04-6 - Distributed Arami SRL
- The Magic of our land. Alliance Foundation. Asuncion. 2007.